# Битва за форты Дагу (1858)
Первое сражение за форты Дагу (англ. Battle of Taku Forts) состоялось 20 мая 1858 года во время Второй опиумной войны. В результате взятия фортов Дагу, прикрывавших вход в устье реки Байхэ, англо-французская эскадра сумела войти в реку, подняться по ней и высадить войска в Тяньцзине.

## Предыстория
После взятия Гуанчжоу английское и французское командование рассчитывало, что Цинское правительство пойдёт на переговоры, и потребовало, чтобы китайские комиссары прибыли для переговоров в Шанхай не позднее 31 марта 1858 года. Когда обнаружилось, что никаких китайских представителей к этому сроку в Шанхай не прибыло, английский и французский командующие решили отправиться в Жёлтое море, и попытаться повлиять на пекинское правительство уже оттуда. После прибытия 25 апреля большинства судов к устью реки Байхэ было решено сначала блокировать устье реки и захватить прикрывающие его форты, а затем двинуться вверх по реке и занять город Тяньцзинь. Так как через Тяньцзинь в Пекин по водным путям поступало практически всё продовольствие, то это должно было вынудить правительство Цинской империи наконец начать переговоры о мире.

## Ход сражения

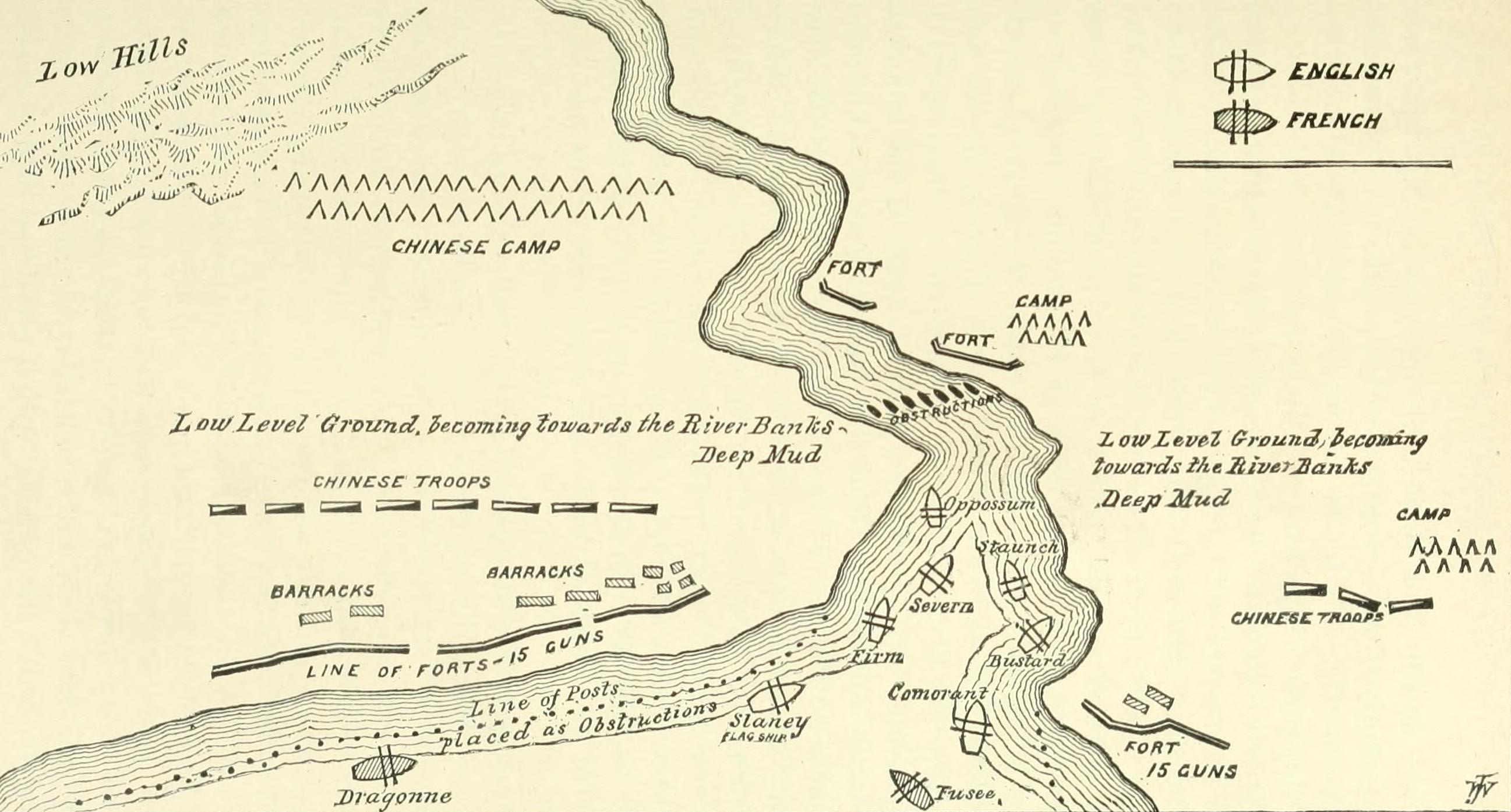
Карта сражения

Основной целью атаки был выбран форт на правом берегу реки, господствовавший над местностью, но для успеха штурма нужно было захватить и ближайший форт на левом берегу, так как с него можно было обстреливать подходы к правобережному форту. Вечером 19 мая в устье реки, преодолев речной бар, вошло шесть малых английских канонерских лодок с десантом (1188 человек), которые встали на якорь несколько ниже фортов.
Утром 20 мая китайскому главнокомандующему было послано предложение сдать форты, в случае отказа в 10 часов должна была начаться атака. В половине девятого канонерские лодки, предназначенные для обстрела фортов, двинулись к назначенным им по диспозиции боя местам. Как только эскадра тронулась, с обоих берегов реки по кораблям был открыт сильный артиллерийский и оружейный огонь. Так как корабли шли близко от берега, то огонь представлял серьёзную опасность, и потому десанту и команде было приказано залечь на палубе; стоять остались лишь офицеры, управлявшие движением.
Как только канонерские лодки достигли своих мест, с них был начат обстрел фортов. Действие артиллерии, стрелявшей почти в упор, было очень сильным, а лучшие стрелки из ружей, расположившиеся на мачтах, быстро перебили китайскую орудийную прислугу. Спущенные китайцами по течению реки брандеры были перехвачены гребными судами, отведены в сторону и посажены на мель. К 11 часам все орудия в укреплениях левого берега замолкли, и высаженный на берег десант без сопротивления овладел фортами. Через четверть часа прекратили огонь и форты правого берега, которые после этого также были без боя заняты десантом, которому пришлось отбивать попытку контратаки из деревни Дагу. В 12 часов в руках англо-французских войск оказалась вся линия фортов на обоих берегах реки. По окончании боя на северном форту правого берега из-за пожара взорвался пороховой погреб; этот взрыв нанёс атакующим наибольший урон за всё время боя.
После высадки десант разрушил захваченные форты, а также помог канонерским лодкам уничтожить стоявшие вдоль реки батареи, предназначенные для обстрела фарватера.

## Результаты
23 мая эскадра из малых судов осторожно двинулась вверх по реке, и вечером 26 мая достигла Тяньцзиня. Так как китайское правительство считало взятие фортов Дагу невозможным, то Тяньцзинь укреплён не был, и китайскому правительству стало ясно, что дальнейшее сопротивление бессмысленно. Немедленно после прибытия союзной эскадры в Тяньцзинь было получено извещение, что китайский император назначил двух уполномоченных для заключения мирного трактата. Императорские представители прибыли 30 мая, и после переговоров с представителями Великобритании, Франции, России и США были подписаны Тяньцзиньские трактаты.